# Hoàng Ngọc Đường
Hoàng Ngọc Đường (sinh năm 1954, dân tộc Tày) là một chính khách Việt Nam. Ông từng là Phó Bí thư Tỉnh ủy, Chủ tịch Ủy ban nhân dân tỉnh Bắc Kạn.

## Tiểu sử
Ông Hoàng Ngọc Đường sinh ngày 15 tháng 1 năm 1954, là người dân tộc Tày, tại thị trấn Nà Phặc, huyện Ngân Sơn, tỉnh Bắc Kạn.

## Giáo dục
Ông tốt nghiệp Đại học Nông nghiệp 3-Thái Nguyên và là Tiến sĩ Nông học tại Budapest, Hungary.

## Sự nghiệp
Sáng ngày 27 tháng 8 năm 2010, Hội đồng Nhân dân tỉnh Bắc Kạn khóa VII đã tổ chức kỳ họp bất thường, ông Hoàng Ngọc Đường, Phó Bí thư Tỉnh ủy, Phó Chủ tịch thường trực UBND tỉnh đã được bầu giữ chức Chủ tịch Ủy ban nhân dân tỉnh Bắc Kạn, nhiệm kỳ 2004-2011.
Sáng ngày 25 tháng 4 năm 2014, HĐND tỉnh Bắc Kạn khóa VIII đã tổ chức kỳ họp chuyên đề. Tại Kỳ họp này, các đại biểu HĐND tỉnh đã tiến hành bỏ phiếu miễn nhiệm chức danh Chủ tịch UBND tỉnh nhiệm kỳ 2011-2016 đối với ông Hoàng Ngọc Đường do đã nghỉ hưu theo chế độ, đồng thời bầu ông Lý Thái Hải, Phó Bí thư Tỉnh ủy, Phó Chủ tịch UBND tỉnh, vào chức vụ Chủ tịch UBND tỉnh nhiệm kỳ 2011-2016.